# تحليل البراءات
تحليل البراءات هي عملية تحليل وثائق براءات الاختراع وغيرها من المعلومات في دورة حياة البراءة. ويُستخدم تحليل
البراءات للكشف عن الرؤى والأنماط الابتكارية في مجال محدّد أو تكنولوجيامحددة. وتُستخدم أحيانًا مصطلحات أخرى كمرادفات لتحليل البراءات، نحو تحليلات واقع البراءات، أو حصر البراءات، أو رسم الخرائط. ومع ذلك، لا توجد مصطلحات منسقة وموحّدة في اللغات المختلفة، بما في ذلك الفرنسية والإسبانية، بينما في بعض اللغات يتم استعارة المصطلحات من لغات أخرى (على سبيل المثال المصطلح الألماني الذي يعني مناظر براءات الاختراع "Patentlandschaften" باللغة الروسية.
[بحاجة لمصدر] تشمل تحليلات براءات الاختراع تحليل بيانات البراءات، وتحليل الأدبيات العلمية، وتنظيف البيانات، والتنقيب في النصوص، وتعلم الآلة، ورسم الخرائط الجغرافية، وتصوير البيانات.
تستخدم تحليلات البراءات في الصناعة، ويستكشفها القطاع العام على نحوٍ متزايد لاتخاذ قرارات مستنيرة تتعلق بتحديد الأولويات والاستثمارات في البحث والتطوير، وإدارة محافظ الملكية الفكرية، وتسويق التكنولوجيا، والتعاون البحثي وغيرها.
كانت أدوات وأساليب تحليلات البراءات تقليدية تستخدم أساليب تحليل البيانات القائمة والمعتمدة على جداول البيانات.
وفي الآونة الأخيرة، شهد مجال الملكية الفكرية تقاربًا بين تحليل البراءات التقليدي وعلوم البيانات، وتعلم الآلة، والتقنيات الدلالية، والذكاء الاصطناعي جنباً إلى جنب مع زيادة الأدوات المتاحة التي تطبّق على تصوّر براءات الاختراع. كما ظهرت زيادة في البرمجيات مفتوحة المصدر والأدوات وقواعد البيانات المستخدمة في تحليلات البراءات، بالإضافة إلى استخدام تقنيات، مثل تعلم الآلة، في مهام مختلفة. تقترح بعض الأدوات إنتاجاً شبه آلي للتصويرات المرئية، ولوحات المعلومات أو التقارير. توجد معلومات هائلة عن البراءات في العديد من مكاتب براءات الاختراع متاحة على الإنترنت مجاناً مثل INPADOC وespacenet وPatentscope. يستخدم العديد من مطوّري برمجيات البيانات الضخمة (مثل Google Patents، The Lens،كلاريفيت، ip.com، Derwent World Patents Index، Questel-Orbit) هذه قواعد بيانات براءات الاختراع المجانية وغيرها لاختبار قدرات برامج تحليل البيانات الخاصة بهم.[بحاجة لمصدر]

## أنواع تحليلات البراءات والتقارير
يمكن إجراء أنواع مختلفة من تحليلات البراءات بناءً على الحاجة والأسئلة المطلوب الإجابة عليها، ويؤدي كل نوع من التحليلات إلى تقارير مختلفة مرتبطة بها. يوفّرُ تقريرُ أهلية براءة الاختراع أو تقريرُ البحث عن المعرفة المسبقة معلومات حول ما إذا كان الاختراع الجديد مؤهلاً للحصول على حماية مع معلومات عن أقرب المعارف المسبقة. ويساعد هذا التحليل محامي البراءات في صياغة مطالب واسعة ومناسبة للاختراع الجديد. قد يشمل بحث أهلية الحصول على البراءة كلاً من المؤلفات المتعلقة ببراءات الاختراع وغير المتعلقة ببراءات الاختراع. يساعد هذا التحليل محامي براءات الاختراع في صياغة مطالبات واسعة النطاق ومناسبة للاختراع الجديد. يساعد تقرير بحث انتهاك براءة الاختراع المؤسسات على تحديد ما إذا كان لديها إذن وتصريح لإطلاق منتج جديد دون التعدي على حقوق براءات الاختراع الخاصة بأي شخص آخر. وهذا خاص بولاية قضائية واحدة فقط، وقد يتعين إجراء عمليات بحث متعددة لكل ولاية قضائية إذا كانت المؤسسة مهتمة بالحصول على تصريح لإطلاق المنتج في بلدان مختلفة.

## تقارير واقع البراءات
تقارير واقع البراءات (PLRs) هي مثال آخر على التقارير التي تُنتَج من خلال إجراء تحليلات براءات الاختراع. بالنسبة للمستخدمين في صناعةٍ ما، تُستخدم تقارير واقع البراءات كآلية لصنع واتخاذ القرار (إدارة محافظ البراءات، والاستثمار في البحث والتطوير وتحديد الأولويات، ونقل التكنولوجيا، وما إلى ذلك). وعادة ما تكون هذه التقارير سرية وغير متاحة للجمهور. وهي مكلفة ويتم طلبها أو تطويرها لدعم عمليات محددة لصنع القرار وتعتبر استخبارات الأعمال.
في القطاع العام، فإن مقدّمي تقارير واقع البراءات هم مكاتب براءات الاختراع الوطنية أو المعاهد البحثية التي تُعدّ تقارير حول مواضيع ذات اهتمام عام، أو لتلبية حاجة محددة، أو لتقديم خدمات تحليلات واقع البراءات للجمهور. ويستخدم القطاع العام تقارير واقع البراءات لزيادة الوعي، حيث تجد المؤسسات والهيئات العامة على نحو متزايد طرقًا وسبلاً كفيلة بتسهيل قراراتها المتعلقة بالسياسات وإقرارها بطرق مماثلة لقرارات القطاع الخاص.
تتيح بعض الكيانات العامة والخاصة تقارير واقع البراءات أو تقارير تحليلات البراءات للجمهور، بما في ذلك مكاتب براءات الاختراع. من الأمثلة على قواعد البيانات التي يمكن البحث فيها عن مثل هذه التقارير قاعدة بيانات ركن البراءات PATENTSCOPE التابعة للمنظمة العالمية للملكية الفكرية التي تُسهّل إعداد تقارير واقع براءات الاختراع من قبل منظمات أخرى. وتُشكّل تقارير عن المعارف المسبقة أو تقارير البحث عن براءات الاختراع السابقة الأساس لتقارير واقع البراءات هذه. تُحلَّل مجالات مختلفة من وثائق براءات الاختراع وغيرها من المعلومات المنظمة باستخدام أساليب إحصائية وتحليلية ومقارنة لتحديد الأنماط وفهم استراتيجيات الملكية الفكرية والاتجاهات في مجالات التكنولوجيا المعنية. وتُعرض نتائج التحليل باستخدام مزيج من السرد وأنواع مختلفة من التصوّرات.
أحيانًا يتم الخلط بين تقارير واقع البراءات ومنتجات مختلفة تخدم أغراضًا مختلفة، مثل انتهاك براءة الاختراع ذي النطاق المختلف؛ أو النشرات التكنولوجية، أو تنبيهات المراقبة التكنولوجية/التنبيهات التقنية، أو حتى أنواع محددة من التصورات.

## منهجية تحليلات البراءات
يوجد حاليًا عدد قليل جدًا من الموارد المنهجية التي تصف الخطوات والمهام التي تنطوي عليها تحليلات البراءات. وعادةً ما تعمل فرق تحليل براءات الاختراع مع أقسام البحث والتطوير ومحامي براءات الاختراع، مع المعلومات ذات الصلة التي تغذي قرارات الملكية الفكرية واستراتيجية الشركة والأعمال التجارية.
بشكلٍ عام، تتضمن تحليلات البراءات وإعداد تقارير واقع براءات الاختراع المراحل التالية:
1. تحديد الموضوع ونطاق المشروع.
2. إجراء بحث البراءة الذي يؤدي إلى الحصول على بيانات البراءة.
3. تنظيف البيانات وتطبيعها.
4. تحليل البيانات وتصوّرها.
5. السرد والسرد القصصي عند صياغة التقرير.
6. نشر التحليل وتوزيعه.

تحليلات براءات الاختراع هي عملية تكرارية تتطلب في كثير من الأحيان إعادة تحديد نطاق المشروع وتكييفه بناءً على النتائج التي يتم التوصل إليها أثناء العملية. وهناك أدوات مختلفة يمكن استخدامها للتحليلات، بعضها مدمج في قواعد بيانات براءات الاختراع، والبعض الآخر أدوات أكثر عمومية لمعالجة البيانات وتصورها وتحليلها، بما في ذلك الأدوات التجارية والمفتوحة المصدر..

## مطالعة إضافية
- Breitzman، Anthony F.؛ Mogee، Mary Ellen (1 يونيو 2002). "The many applications of patent analysis". Journal of Information Science. ج. 28 ع. 3: 187–205. DOI:10.1177/016555150202800302. S2CID:36356971.
- Abbas، Assad؛ Zhang، Limin؛ Khan، Samee U. (2014). "A literature review on the state-of-the-art in patent analysis". World Patent Information. ج. 37: 3–13. CiteSeerX:10.1.1.407.7448. DOI:10.1016/j.wpi.2013.12.006. S2CID:17887406.
- Gazni، Ali (2020). "The growing number of patent citations to scientific papers: Changes in the world, nations, and fields". Technology in Society. ج. 62: 101276. DOI:10.1016/j.techsoc.2020.101276. S2CID:219520163.

## وصلات خارجية
- قاعدة بيانات نطاق براءات الاختراع تديرها المنظمة العالمية للملكية الفكرية
- تقارير واقع البراءات الصادرة عن الويبو
- قاعدة بيانات قابلة للبحث عن تقرير مشهد البراءات
- قاعدة بيانات Lens العامة للأدوات الخاصة بتحليل براءات الاختراع